# Yoshiaki Fujita
Yoshiaki Fujita (藤田 義明?, Fujita Yoshiaki; Tochigi, 12 gennaio 1983) è un ex calciatore giapponese, di ruolo difensore.

## Palmarès

### Club

#### Competizioni internazionali
- Coppa Suruga Bank: 1

Júbilo Iwata: 2011